# Villino Macchi di Cellere
Il villino Macchi di Cèllere è un edificio residenziale di Roma, ubicato all'angolo tra viale Giulio Cesare (con ingresso principale al civico 31) e via Marcantonio Colonna, nel rione R. XXII Prati.
Fu edificato nel 1904 (come indica la data sulla facciata rivolta al viale Giulio Cesare) dall'architetto Garibaldi Burba su commissione del diplomatico Vincenzo Macchi di Cellere.
Nella sua struttura originale, l'edificio si componeva di un corpo principale su viale Giulio Cesare, di tre piani fuori terra, e di un corpo secondario su via Marcantonio Colonna, di uguale altezza e coronato da una torretta quadrangolare. In epoca successiva, un piano è stato aggiunto a entrambi i corpi, che sono raccordati da un avancorpo di altezza ridotta in corrispondenza dell'incrocio viario, sopra il quale si estende un'ampia terrazza.  L'accesso all'edificio si effettua tramite un cancello su viale Giulio Cesare che immette in un vialetto sul quale si aprono più ingressi.
Esternamente, l'edificio presenta facciate in pietra e intonaco bianchi o mattoni a vista; le decorazioni pittoriche originali sono oggi scomparse.
L'edificio ripropone in chiave moderna stilemi medievali, rinascimentali e moreschi. L'influenza dello stile liberty è ben visibile negli elementi decorativi in ferro battuto (cancello di ingresso, inferriate) e nelle vetrate policrome (specialmente quella della trifora del pian terreno sul viale Giulio Cesare).